# Kelly Rowland
Kelendria Trene Rowland (Atlanta, 11 de fevereiro de 1981) é uma cantora e atriz estadunidense. Ficou famosa como uma das integrantes do grupo feminino Destiny's Child, tendo sido uma das duas vocalistas que fizeram parte durante todo o período de atividade do grupo. Em sua carreira solo, lançou quatro álbuns e participou de singles de sucesso mundial, como "Dilemma" e "When Love Takes Over". Ao longo de sua carreira, Rowland vendeu mais de 40 milhões de discos como artista solo, e mais de 60 milhões de discos com o Destiny's Child.
Rowland começou sua carreira solo em 2002, com o lançamento de seu álbum de estreia, Simply Deep, que estreou em primeiro lugar na UK Albums Chart e vendeu mais de 3 milhões de cópias em todo o mundo; Nele inclui o single número um mundial "Dilemma", uma colaboração com o rapper Nelly, bem como os singles posteriores "Stole", "Can't Nobody" e "Train on a Track". Na sequência da extinção do grupo em 2005, Rowland lançou o seu segundo álbum a solo em 2007, Ms. Kelly, que produziu os êxitos "Like This" e "Work". Em 2009, Rowland lançou outro grande êxito mundial, o single "When Love Takes Over", uma colaboração com o DJ David Guetta. Em 2010, essa música resultou em uma segunda colaboração entre os dois, "Commander". Este foi o terceiro número um de Rowland na tabela musical Hot Dance Club Songs e o primeiro single de seu terceiro álbum, Here I Am. Em 2011, a canção "Motivation", que conta com a participação do rapper Lil Wayne, chegou ao primeiro lugar na tabela musical Hot R&B/Hip-Hop Songs, sendo sua primeira canção solo número um nessa tabela. Em 2013, lançou seu quarto álbum de estúdio Talk a Good Game.
Em 2002, Rowland fez sua estreia como atriz com aparições em séries de comédia como Taina e no cinema atuou em filmes como Freddy vs. Jason (2003) e The Seat Filler (2005). Em 2009, ela apresentou a primeira temporada da série de competição The Fashion Show. Em 2011, Rowland juntou-se à bancada de jurados da oitava temporada da série de competição britânica The X Factor, bem como na terceira temporada do The X Factor EUA (2013). Ela continuou sua carreira na televisão apresentando Chasing Destiny (2016) e como treinadora no The Voice Austrália (2017–2020).
Seu trabalho lhe rendeu vários prêmios e indicações, incluindo cinco Grammy Awards, dois Billboard Music Awards e dois Soul Train Music Awards. Rowland também recebeu uma estrela no Hollywood Walk of Fame com o Destiny's Child, e como artista solo ela foi homenageada pela Sociedade Americana de Compositores, Autores e Editores por suas contribuições para a música. Em 2014, a Fuse classificou Rowland em sua lista de "100 artistas premiados" na vigésima colocação. Rowland também foi creditada por formar o grupo feminino britânico Little Mix, quando era jurada do The X Factor.

## História

### 1989–1995: Começo da carreira eGyrls Tyme
Rowland nasceu na cidade de Atlanta, estado estadunidense de Geórgia, filha de Doris Rowland Garrison e Christopher Lovett, que se casaram após seu nascimento. Quando tinha sete anos, sua mãe levou-a e deixou seu pai, alcoólatra. Com a idade de oito anos, ela se mudou para Houston, Texas. Foi colocada num grupo de dança e rap, juntamente a Beyoncé Knowles e a amiga LaTavia Roberson. Originalmente chamadas de Gyrls Tyme, elas foram eventualmente cortadas até restarem somente seis membros. O produtor musical de R&B da Costa Oeste Arne Frager, voou para Houston para vê-las e, eventualmente, levou-as a seu estúdio, The Recording Studio Plant, localizado ao norte da Califórnia, com vocais principais pertencendo a Knowles porque Frager achava que ela tinha melhor personalidade e habilidade para cantar. Como parte dos esforços para assinar a Gyrls Tyme um grande contrato discográfico, a estratégia de Frager foi a estreia delas no Star Search, o maior show de talentos na TV nacional naquele tempo. Elas participaram, mas perderam a concorrência para a cantora Symba Smith pois "a canção não era boa", como o próprio grupo admitiu mais tarde
Para gerenciar o grupo, o pai de Knowles, Mathew Knowles, renunciou, em 1995, a seu trabalho como vendedor de equipamentos médicos. Ele dedicou seu tempo e criou um campo de treinamento "para sua formação". Neste momento, Rowland foi morar com a família Knowles. Em 1993, Mathew incluiu LeToya Luckett no trio, que passou a ser um quarteto Ensaiando no salão de beleza e no quintal de Tina Knowles, mãe de Beyoncé, o grupo continuou a se apresentar em atos de aberturas para outros grupos de R&B femininos que se estabeleciam naquele tempo. Depois, fizeram audições em várias gravadoras, em 1995, conseguiram assinar um contrato com a Elektra Records, mas foram abandonadas poucos meses depois, sem sequer lançarem uma música.

### 1996–2004: Destiny's Child

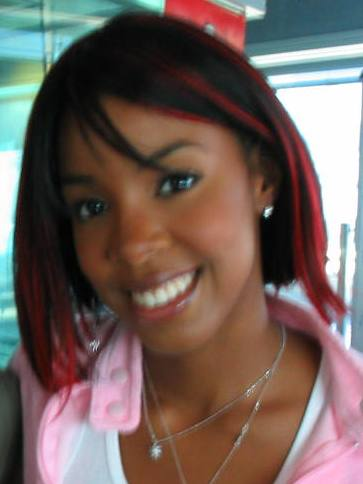
Rowland em 2003.

Tirado de uma passagem no bíblico Livro de Isaías, o grupo mudou seu nome para Destiny's Child, em 1996, e continuaram a ser apresentar em eventos locais. No final de 1997, o grupo assinou com a gravadora Columbia Records e nesse mesmo ano, gravaram sua canção de estreia, "Killing Time", para a banda sonora do filme Men in Black. Em 17 de fevereiro de 1998, o grupo lançou o seu autointitulado álbum de estreia, que em sua estreia atingiu o pico 67 na Billboard 200, e rendeu o single "No, No, No", que chegou ao 3º lugar na Billboard Hot 100. O álbum teve vendas moderadas, vendendo unidades suficientes para garantir uma certificação de platina da RIAA. O grupo subiu para o estrelato com o lançamento de seu segundo álbum, The Writing's on the Wall, em 1999. O disco apresenta algumas das canções mais conhecidas do grupo, como "Bills, Bills, Bills", "Jumpin', Jumpin'", e "Say My Name", que permaneceria como uma de suas canções assinatura. "Say My Name" venceu os prémios de "Melhor Performance R&B por um Duo ou Grupo com Vocais" e "Melhor Canção R&B" no Grammy Awards de 2001. The Writing's on the Wall vendeu mais de treze milhões de cópias em todo o mundo, tornando-se seu primeiro álbum de sucesso.
Ainda em 1999, o grupo foi processado por LeToya Luckett e LaTavia Roberson por quebra de contrato. A questão foi agravada após a aparição de Michelle Williams e Farrah Franklin no videoclipe de "Say My Name", o que implicou que Luckett e Roberson já haviam sido substituídas; Elas retiram o processo contra as suas ex-companheiras de banda, mantendo a ação contra Mathew Knowles, que terminou em um acordo em junho de 2002. Franklin também acabaria por desaparecer do grupo após cinco meses.
Em 2000, após se estabelecerem como um trio, o grupo lançou o single "Independent Women Parte I", que apareceu na trilha sonora do filme As Panteras; O single chegou ao topo da Billboard Hot 100, e ficou lá por onze semanas seguidas. O sucesso consolidou a nova formação e disparou a fama delas. Mais tarde, naquele ano, enquanto as Destiny's Child estavam completando seu terceiro álbum de estúdio, Survivor, Rowland apareceu no remix do single de Avant, "Separate", que alcançou o primeiro lugar da Billboard Hot R&B/Hip-Hop Singles & Tracks nos EUA. O single Survivor canalizou a turbulência que a banda passou em torno de suas alterações de formação. A música tornou-se o quarto single consecutivo do Destiny's Child no top três da Billboard Hot 100, chegando ao número dois e venceu o Grammy de Melhor Performance R&B por um Duo ou Grupo com Vocais. O álbum foi lançado em maio de 2001, estreando no topo da Billboard 200, com 663 mil unidades vendidas. Até o momento, Survivor já vendeu mais de dez milhões de cópias no mundo, mais de quarenta por cento dos quais foram vendidos somente no mercado estadunidense. O álbum também gerou o êxito número um "Bootylicious". Depois de lançar seu primeiro álbum de remix em 2002, This Is the Remix, o grupo anunciou um hiato temporário para que cada uma pudesse seguir seus projetos individuais.

### 2002–2005:Simply Deep, Destiny Fulfillede a Dissolução do grupo
Em 2002, durante o hiato do Destiny's Child, Rowland juntou-se ao rapper Nelly para gravar a faixa "Dilemma". Lançado como segundo single do álbum Nellyville, a canção se tornou uma das mais bem sucedidas do ano, se posicionando no topo da Billboard Hot 100 e de muitas tabelas musicais em todo o mundo, vendendo mundialmente mais de 7,6 milhões de cópias e conquistando um Grammy Award de Melhor Colaboração Cantada em Rap e um Billboard Music Awards. A música ajudou Rowland a estabelecer-se como uma artista solo.

Capa de seu primeiro álbum, Simply Deep (2002).

O sucesso de Dilemma causou um avanço na data de lançamento de seu primeiro álbum solo, Simply Deep, que originalmente estava previsto para meados de 2003; Rowland trabalhou dentro de três semanas para que ele ficasse pronto. O álbum tem uma mistura de R&B alternativo e música rock. Com a contribuição de produção por Mark J. Feist, Big Bert, Rich Harrison, e as cantoras Brandy Norwood e Solange Knowles fornecendo vocais de apoio; O álbum levou o trabalho a solo de Rowland para uma mistura de música alternativa, que a cantora descreveu como uma "fusão estranha [de] um pouco de Sade e um pouco de rock". Lançado em outubro de 2002 nos EUA, Simply Deep atingiu o número doze na Billboard 200, com 77,000 cópias; Acabou por receber o certificado de ouro da RIAA, pelas vendas de mais de 600 mil cópias vendidas nos EUA. Lançado para um sucesso ainda maior em territórios internacionais, o álbum chegou ao topo da UK Albums Chart no Reino Unido e recebeu os certificados de ouro na Irlanda, em Hong Kong, em Singapura, na Nova Zelândia, na Austrália, no Canadá e em outros países, resultando em um total de 2.5 milhões de cópias vendidas em todo o mundo. Em sua revisão para Simply Deep, Caroline Sullivan do The Guardian escreveu: "Graças ao onipresente "Dilemma", Kelly Rowland das Destiny's Child já não é uma mera vocalista de apoio da Beyoncé".

O álbum rendeu três singles: "Stole", uma canção sobre perda, influenciada pelo pop rock, foi lançada como o single chefe do álbum e se tornou num êxito top dez internacional, atingindo o segundo lugar na Austrália e no Reino Unido. O segundo single do álbum, uma faixa de ritmo acelerado, "Can't Nobody", teve um desempenho significativamente menor nos EUA, mas fez sucesso no top vinte da Austrália e em algumas partes da Europa, onde se tornou noutro êxito de top cinco na UK Singles Chart. O terceiro e último single, "Train on a Track", foi destaque na banda sonora da comédia romântica Maid in Manhattan (2003), e se tornou sua quarta entrada consecutiva no top vinte no Reino Unido.

Rowland ao lado de Beyoncé e Michelle para a capa oficial de "Soldier" (2004).

Depois de três anos em carreira solo, Rowland voltou a juntar-se a Beyoncé e Michelle para o quarto álbum de estúdio das Destiny's Child, Destiny Fulfilled, lançado em 15 de novembro de 2004. O álbum atingiu a segunda posição na Billboard 200 e gerou os êxitos "Lose My Breath", "Souldier", "Girl" e "Cater 2 U". Em apoio do álbum, a banda embarcou na turnê mundial Destiny Fulfilled ... And Lovin' It, que começou em abril e terminou em setembro de 2005. Em uma visita a Barcelona na Espanha, o grupo anunciou que iria ter o seu fim após a etapa norte-americana da turnê. Em 25 de outubro de 2005, o grupo lançou uma compilação intitulada #1's, incluindo três novas faixas e o último single do grupo "Stand Up for Love". A compilação estreou no topo da Billboard 200 dos EUA, com vendas de 113.000 unidades na primeira semana, tornando-se o segundo álbum número um do grupo. Nesse mesmo ano, Rowland fez uma participação no single da rapper norte-americana Trina, "Here We Go". A canção alcançou a posição #17 na Billboard Hot 100. Após o furacão Katrina em 2005, Rowland e Beyoncé fundaram a "Survivor Foundation", uma entidade de caridade criada para fornecer moradia temporária para vítimas e evacuados da tempestade na área de Houston.
Em 28 de março de 2006, as Destiny's Child foram homenageadas com uma estrela na Calçada da Fama de Hollywood, e no mesmo dia lançaram o Destiny's Child: Live in Atlanta.

### 2007–2008:Ms. Kelly

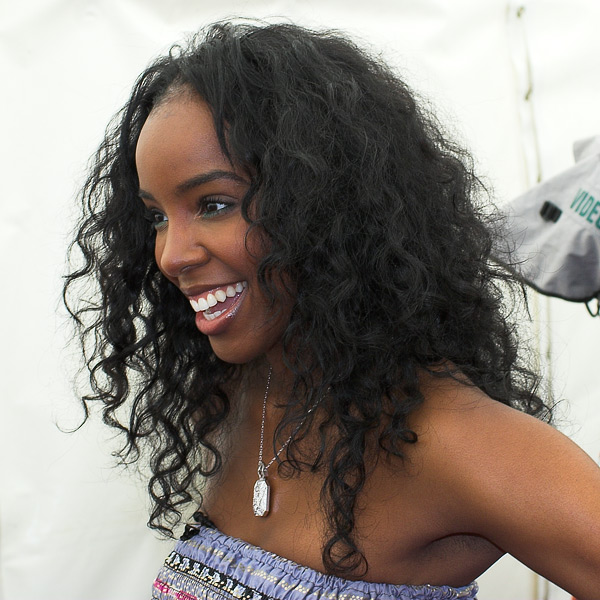
Rowland na Inglaterra no dia 28 de julho de 2008.

Rowland estava trabalhado na concepção de seu segundo álbum solo desde 2004; Algumas de suas primeiras gravações — como a canção "Bad Habit" — acabou sendo utilizada nos álbuns Destiny Fulfilled de 2004 e Destiny's Child: Live in Atlanta de 2006. Originalmente intitulado My Story, a primeira versão do disco foi programada para ser lançada em junho de 2006, mas a cantora e a Columbia Records decidiram arquivar o álbum de última hora para retrabalhar em uma versão diferente. Eventualmente, Rowland rebatizou o álbum para Ms. Kelly e consultou novos produtores para colaborar no álbum, incluindo Sean Garrett, Scott Storch, Polow da Don e Eve.
Seu segundo álbum de estúdio solo, Ms. Kelly, foi lançado em 26 junho de 2007, estreando na sexta posição da Billboard 200 e no número dois na Billboard Top R&B/Hip-Hop Albums, com 86 mil cópias na primeira semana de vendas. Fora dos Estados Unidos, o álbum não conseguiu repetir o sucesso de Simply Deep, com exceção no Reino Unido, onde estreou como número 37 na UK Albums Chart. O primeiro single "Like This" foi uma colaboração com a rapper Eve, e fez um sucesso moderado em todo o mundo, alcançando os dez primeiros no Canadá, na Irlanda, na Eslovénia e no Reino Unido. Em apoio contínuo ao álbum, Rowland lançou uma versão com os cortes do álbum "Ghetto" e "Work" como singles, respectivamente. Enquanto que "Ghetto", uma participação com o rapper Snoop Dogg, não entrou nas tabelas musicais, o último se tornou num êxito de top dez na maioria dos mercados europeus, incluindo a França, a Itália e o Reino Unido. Em julho de 2007, Rowland lançou seu primeiro DVD intitulado "BET Presents Kelly Rowland", que celebra o lançamento de Ms. Kelly e apresenta uma entrevista com Rowland sobre a produção do álbum, apresentações ao vivo e videoclipes.
Em 2008, uma versão reeditada de Ms. Kelly, sob o nome Ms. Kelly Deluxe, recebeu um lançamento. Seu primeiro single foi o cover "Daylight" de Bobby Womack, uma colaboração com Travie McCoy (do grupo de rap alternativo Gym Class Heroes). A canção atingiu o top vinte da UK Singles Chart. Até abril de 2008, Ms. Kelly conseguiu vender pouco mais de 1.2 milhões de cópias em todo o mundo. No mesmo ano, Kelly gravou um single com a cantora francesa Nâdiya, uma faixa urbana de música pop de ritmo acelerado intitulada "No Future in the Past", para o qual um vídeo musical foi filmado em Miami, Flórida em julho de 2008. Ainda em 2008, Rowland tornou-se oficialmente embaixadora da Staying Alive Foundation da MTV, que visava reduzir o estigma contra pessoas que vivem com HIV e AIDS. Ela visitou projetos na Tanzânia e no Quênia e fez um teste de HIV na África para aumentar a conscientização sobre a doença.

### 2009–2012: Nova administração eHere I Am

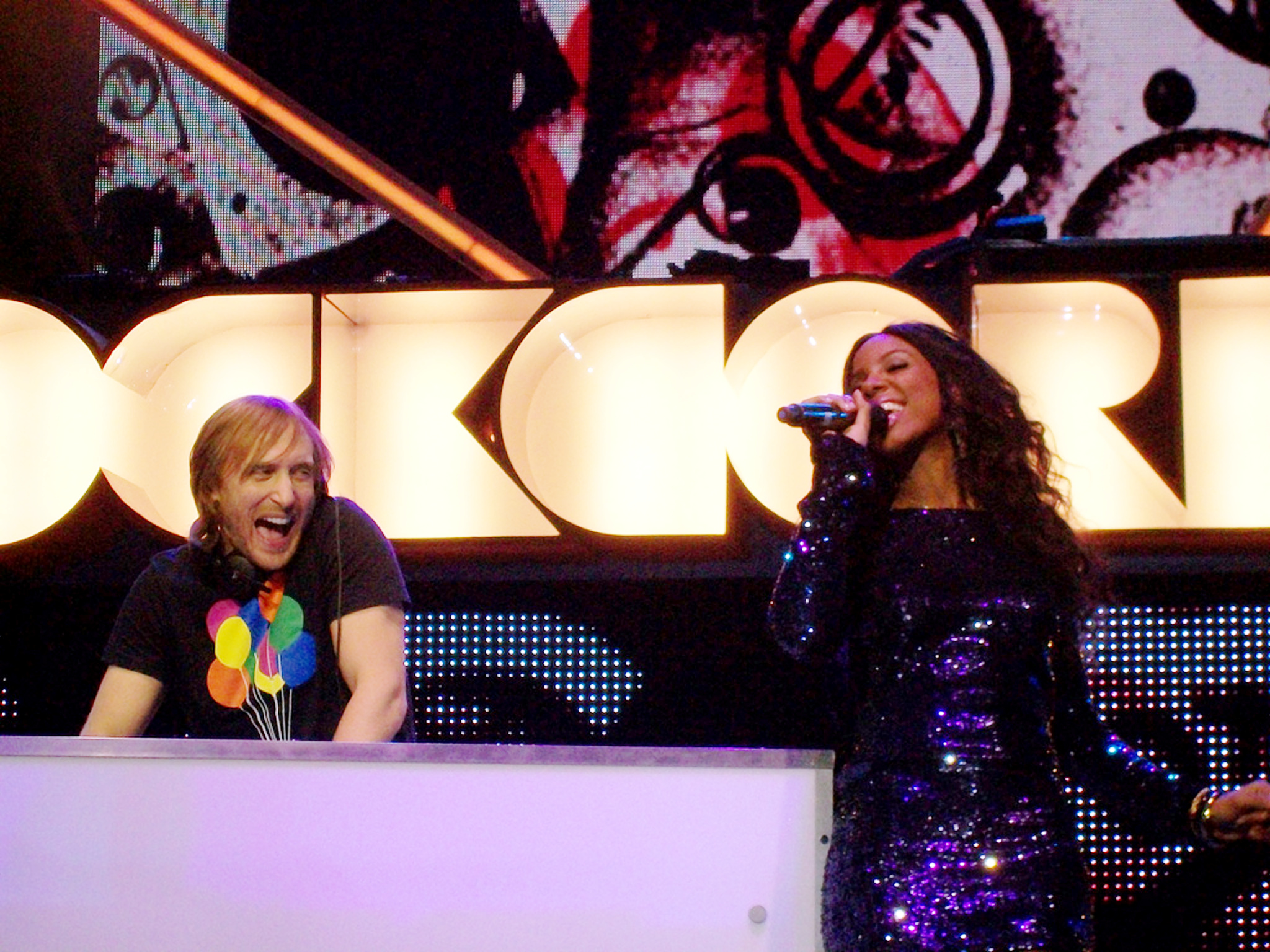
David Guetta e Rowland ao vivo no Orange Rockcorps London em 2009

No início de 2009, Rowland terminou seu relacionamento profissional com o empresário Mathew Knowles e com a gravadora Columbia Records; Mathew enfatizou que nenhuma animosidade estava envolvida na decisão e reconheceu que Rowland sempre fará parte da família Knowles. Em uma entrevista , Rowland afirmou que a gravadora encerrou seu contrato porque seu último álbum Ms. Kelly, não obteve o sucesso comercial esperado. No mesmo ano, ela fez um dueto com o cantor italiano Tiziano Ferro, "Breathe Gentle", que alcançou o top dez na Itália; Ela também colaborou em três faixas do quarto álbum de estúdio do DJ francês David Guetta, One Love; A faixa "When Love Takes Over" foi lançada como single em abril de 2009, conseguindo grande êxito, chegando a número um em vários países ao redor do mundo, incluindo a Billboard Hot Dance Club/Play Songs, vendendo mais de 5,5 milhões de cópias em todo o mundo; A parceria também rendeu uma indicação ao Grammy Awards de 2010 de Melhor Gravação Dance. Em maio de 2009, Rowland apresentou a primeira temporada do reality show, The Fashion Show, ao lado de Isaac Mizrahi;
Em 2010, Rowland gravou a música "Everywhere You Go" com um grupo de artistas internacionais chamado Rhythm of Africa United, feita para a rede de telefonia móvel sul-africana MTN, para a Copa do Mundo de 2010. No mesmo ano, foi anunciado que ela tinha assinado um contrato com a Universal Motown Records e tinha iniciado as sessões de gravação de seu terceiro álbum. Em outubro de 2010, a ASCAP (Sociedade Americana de Compositores, Autores e Editores) homenageou Rowland em um evento que reconhece mulheres em todas as áreas da indústria musical. O primeiro álbum de compilação de Rowland, Work: The Best of Kelly Rowland , foi lançado em 25 de outubro de 2010. Em março de 2011, ela apareceu no single do DJ italiano Alex Gaudino, "What a Feeling", que se tornou outro hit no top 10 do Reino Unido. No mesmo ano, Rowland colaborou com Tinie Tempah em seu single "Invincible" de seu álbum de estreia Disc-Overy, e se reuniu novamente com o rapper Nelly no single "Gone".

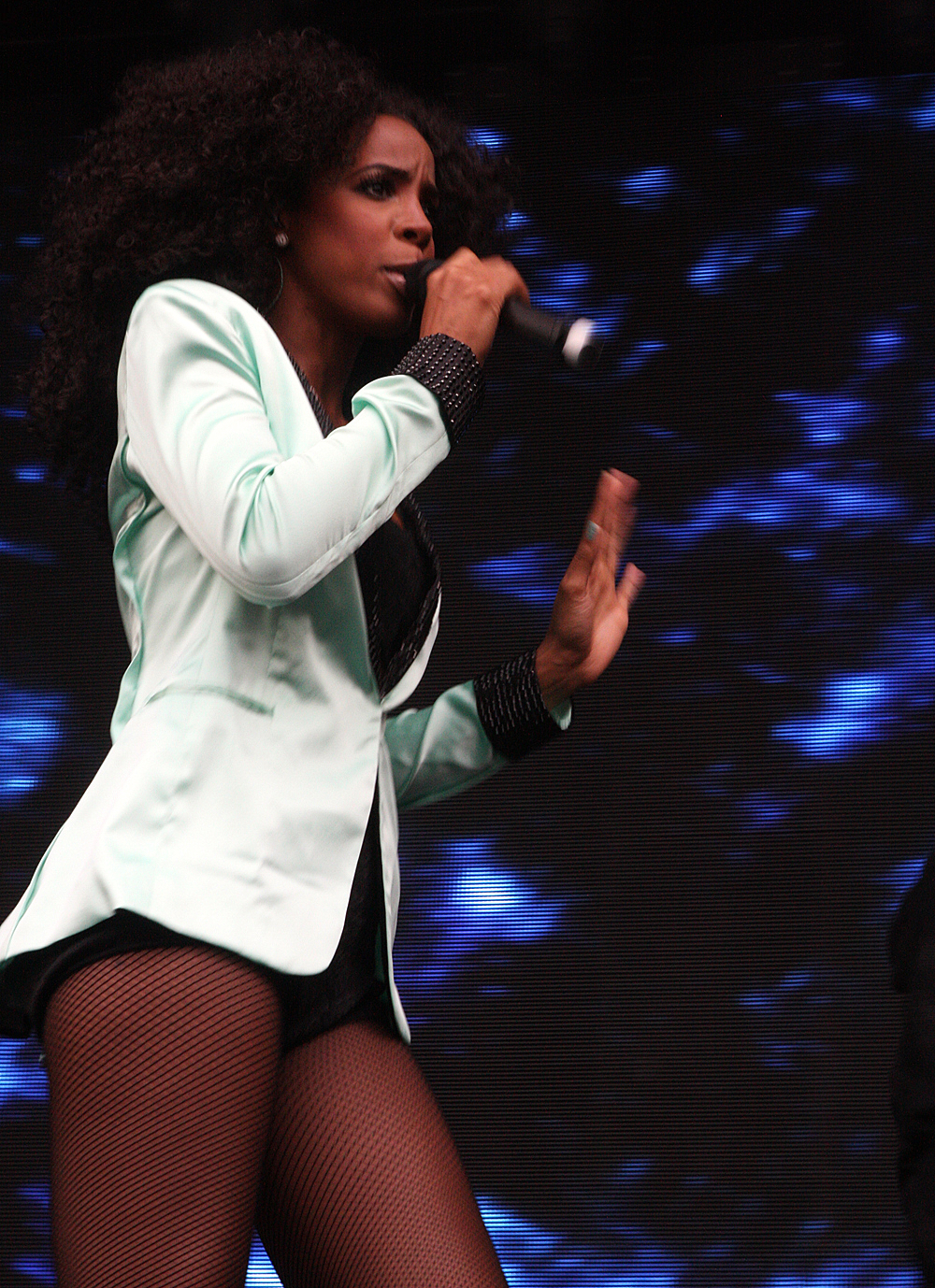
Rowland se apresentando em Sydney, durante o Supafest Tour 2012.

Originalmente programado para ser lançado em 2010, seu terceiro álbum de estúdio, Here I Am, foi lançado em 26 de julho de 2011, nos EUA. O álbum vendeu 77.000 cópias em sua primeira semana e estreou na terceira posição da Billboard 200 e no topo da parada de álbuns de R&B/Hip-Hop. O single principal "Commander", se tornou seu terceiro single a chegar no topo da Hot Dance Club Songs e atingiu o top dez de várias paradas na Europa; Outro single de sucesso foi "Motivation", uma parceria com o rapper Lil Wayne, que liderou a parada Hot R&B/Hip-Hop Songs por sete semanas consecutivas e foi certificado como platina dupla pela RIAA. "Motivation" também ganhou o prêmio de Canção do Ano no Soul Train Music Awards de 2011 e Melhor Canção de R&B no Billboard Music Awards de 2012, e recebeu uma indicação ao Grammy Awards de 2011 de Melhor Colaboração de Rap. Os outros singles do álbum, "Lay It on Me" e "Down for Whatever", tiveram um fraco desempenho gráfico nos Estados Unidos, no entanto, "Lay It on Me" alcançou a vigésima primeira posição da UK R&B Chart no Reino Unido e a nona da Bubbling Under Hot 100 Singles nos EUA e "Down for Whatever" alcançou a terceira posição da UK Dance Chart e a sexta da UK Singles Chart. A versão Internacional de Here I Am foi lançada em 28 de novembro de 2011 no Reino Unido. Após a sua estreia alcançou a quadragésima terceira posição da UK Albums Chart e oitava posição da UK R&B Chart. Ela também lançou seu primeiro DVD fitness intitulado Sexy Abs with Kelly Rowland, e foi foi o rosto da fragrância feminina de Diddy, Empress, a contraparte feminina de sua fragrância masculina I Am King.
Em abril de 2012, Rowland fez uma turnê pela Austrália ao lado de Ludacris, Chris Brown, Trey Songz, T-Pain, Ice Cube, Lupe Fiasco e Big Sean como parte do festival musical, Supafest. No mesmo ano, ela voltou as telonas interpretando o papel coadjuvante de Brenda na comédia romântica Think Like a Man.  O filme liderou as bilheterias dos EUA e arrecadou US$ 91,5 milhões; Rowland gravou a música "Need a Reason" com Future e Bei Maejor para a trilha sonora do filme. Em agosto de 2012, Rowland se tornou uma mentora na primeira temporada do show de talentos australiano "Everybody Dance Now" ao lado de Jason Derulo.

### 2013–2014: Talk a Good Game, Super Bowl XLVII, The X Factor USA

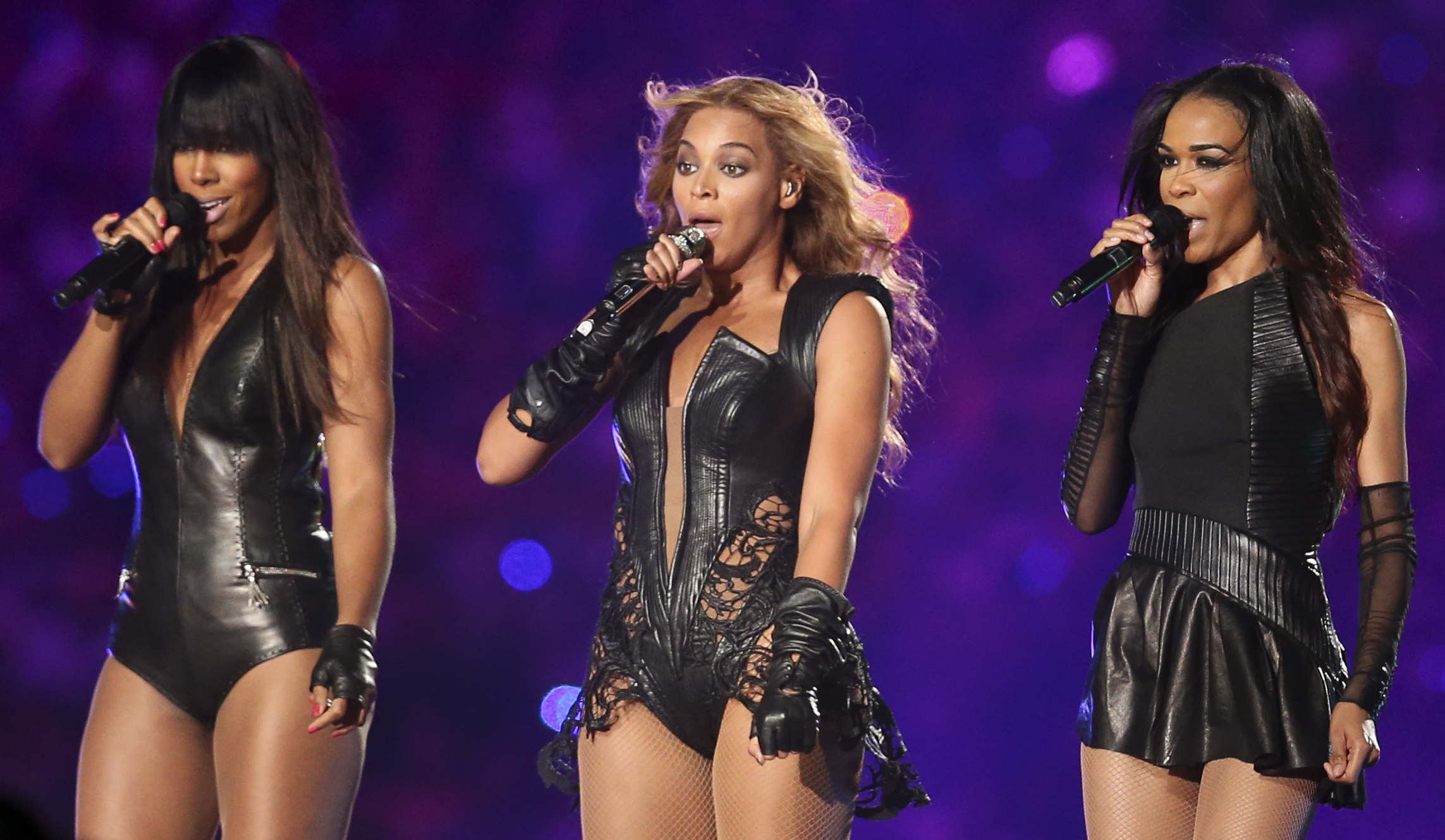
Destiny's Child reunidas no show do intervalo no Super Bowl XLVII.

Em janeiro de 2013, Rowland ao lado de Destiny's Child lançou um álbum de compilação intitulado Love Songs, uma coleção de canções românticas de seus álbuns anteriores e a canção inédita "Nuclear". Em 3 de fevereiro de 2013, durante o show do intervalo de Beyoncé no Super Bowl XLVII, realizado em Nova Orleans; Rowland e Michelle Williams juntaram-se ao palco para cantar "Bootylicious", "Independent Women" e "Single Ladies". Em 24 de fevereiro de 2013, Rowland co-apresentou o pré-show do 85º Oscar ao lado de Kristin Chenoweth, Lara Spencer, Robin Roberts e Jess Cagle. Em maio de 2013, anunciou-se que Rowland substituiria Britney Spears como jurada no The X Factor USA para sua terceira e última temporada, juntando-se a Simon Cowell, Demi Lovato e a nova juíza Paulina Rubio. Mais tarde, naquele mês, Rowland se apresento no RiverFest 2013 em Little Rock, Arkansas.
Rowland embarcou no Lights Out Tour, uma turnê em parceria com o rapper The-Dream, para promover seu quarto álbum de estúdio Talk a Good Game. Anteriormente intitulado Woman's Year, o álbum foi lançado em 18 de junho de 2013 nos EUA. É o primeiro lançamento da Rowland com a Republic Records, após a decisão do Universal Music Group de fechar a Universal Motown e a Universal Republic, e reviver a Motown Records e a Republic Records. Talk a Good Game vendeu 68.000 cópias em sua primeira semana e estreou no número quatro na Billboard 200, tornando-se o terceiro álbum top dez nos Estados Unidos. O primeiro single do álbum, "Kisses Down Low", foi um sucesso moderado no chart americano de R&B /Hip-Hop Songs e foi certificado pela RIAA por mais de 500.000 cópias vendidas. O segundo e último single "Dirty Laundry" foi aclamado pelos críticos por sua lírica e honestidade emocional. Em dezembro de 2013, Rowland apareceu no videoclipe "Grown Woman" de Beyoncé e junto a Williams no videoclipe "Superpower" da Beyoncé e forneceu backing vocals na mesma faixa.
Em fevereiro de 2014, Rowland apareceu no single de Joe "Love & Sex Part 2". Em março de 2014, foi nomeada porta-voz da empresa de cosméticos Caress. Em junho de 2014, Rowland e Beyoncé apareceram no single de Michelle Williams "Say Yes". No mesmo mês, sua música "The Game" e seu vídeo musical apareceram no álbum visual da Pepsi para a Copa do Mundo FIFA 2014 intitulada, Beats of the Beautiful Game. Em 19 de julho de 2014, Rowland apareceu na canção de Adrian Marcel "Honey" de sua mixtape Weak After Next e na canção de Beau Vallis "Love Stand Still".

### 2015–2019:Empire,Chasing DestinyeThe Voice Australia
Em agosto de 2015, ela apareceu no single de Jacob Whitesides, "I Know What You Did Last Summer". Rowland fez parte do elenco recorrente da segunda temporada da série de televisão musical Empire. Ela interpretou Leah Walker, mãe de Lucious Lyon, em flashbacks e estrelou cinco episódios. Ela gravou uma música para o programa chamado "Mona Lisa", que foi incluído no EP Empire: Música de "Be True", lançado em 21 de outubro de 2015. Em 26 de outubro de 2015, Rowland lançou uma nova música intitulada "Dumb".
Em 15 de março de 2016, Rowland junto com Missy Elliot, Kelly Clarkson, Zendaya, Janelle Monae, Lea Michele e Chloe x Halle, lançaram o single de caridade "This Is For My Girls", organizado pela primeira-dama dos Estados Unidos, Michelle Obama e escrito por Diane Warren. A canção foi criada para angariar fundos para aumentar as taxas de educação entre as adolescentes ao redor do mundo a quem é negado o direito a uma educação. No mês seguinte, Rowland apresentou o programa de competição da BET Chasing Destiny, onde ela e o coreógrafo/diretor Frank Gatson Jr. procuraram formar um grupo feminino. Eles acabaram formando o June's Diary.
Em 24 de dezembro de 2016, foi anunciado que Rowland iria substituir Jessie J como jurada na sexta temporada do The Voice Austrália, que estava programado para o início de 2017. Rowland desempenhou o papel de Margot Scotts no filme da Lifetime Love By the 10th Date, que estreou em 28 de janeiro de 2017. Na primavera de 2017, Kelly lançou seu primeiro livro chamado "Whoa, Baby!:A Guide for New Moms Who Feel Overwhelmed and Freaked Out (Wonder What The  #*$& Just Happened)". Em 8 de agosto de 2017, foi anunciado que Rowland se juntaria à jurada Jennifer Hudson na décima terceira temporada do The Voice EUA.
Em abril de 2018, Rowland se juntou a Beyoncé e Michelle durante a apresentação de Knowles no Coachella. Em setembro de 2018, o canal BET anunciou que Rowland estrelaria como Gladys Knight na série American Soul. Em fevereiro de 2019, American Soul estreou com críticas positivas.  Em maio de 2019, ela participou da música "Girl Gang" do álbum de Ciara, Beauty Marks. Em 18 de maio, Rowland lançou um EP intitulado The Kelly Rowland Edition em plataformas de streaming. Ainda em 2019, ela continuou seu trabalho no The Voice Australia e atuou na série de televisão LA's Finest, na série da HBO A Black Lady Sketch Show, e no filme de Natal, Merry Liddle Christmas, produzido por ela e seu marido para a Lifetime.

### 2020–presente:Ke mais filmes
Em 6 de maio de 2020, Rowland anunciou que assinou um contrato de gestão com a Roc Nation, o que significava que seu marido não administraria mais a sua carreira. Na nona temporada do The Voice Australia , ela se tornou a treinadora vencedora pela segunda vez. Ela fez uma participação especial no filme musical da Disney+ da Beyoncé, Black Is King, que foi lançado globalmente em 31 de julho de 2020.  Ela também atuou no filme Bad Hair, lançado no Hulu em outubro de 2020, ed gravou três músicas para a trilha sonora. No mesmo mês, ela lançou seu segundo single do ano intitulado "Crazy" por sua gravadora, a KTR Records, junto com um vídeo com a letra oficial. Rowland continuou atuando, estrelando Merry Liddle Christmas Wedding, a primeira sequência de um filme de natal da Lifetime, que foi ao ar em novembro e foi um sucesso de audiência.
Para comemorar seu quadragésimo aniversário, Rowland lançou a música dançante "Black Magic" em 12 de fevereiro de 2021. Em 19 de fevereiro, o EP de Rowland, K, estreou nas plataformas de streaming, junto com o videoclipe de sua faixa de abertura, "Flowers". Em novembro de 2021, Rowland lançou um cover de "Wonderful Time" para apoiar seu terceiro filme de Natal, Merry Liddle Christmas Baby, que foi ao ar naquele mês na Lifetime. Em novembro de 2022, Rowland estrelou ao lado de Marsai Martin e Omari Hardwick o filme Fantasy Football da Paramount+. Em 2024, Rowland também estrelou o filme de drama jurídico de Tyler Perry, Mea Culpa, que foi lançado na Netflix em 23 de fevereiro .

## Vida pessoal
Em 16 de dezembro de 2013, Rowland anunciou seu noivado com seu empresário Tim Weatherspoon durante uma aparição no The Queen Latifah Show. Eles se tornarem amigos no início dos anos 2000, após serem apresentados por sua colega de grupo Michelle Williams e começaram a namorar por volta de 2009. Casaram-se na Costa Rica, em 9 de maio de 2014. Em 4 de novembro de 2014, Rowland deu a luz a seu primeiro filho Titan Jewell Witherspoon e em 21 de janeiro de 2021, nasceu seu segundo filho Noah Jon Weatherspoon.

## Estilo musical
A voz de Rowland é classificada como uma mesossoprano lírica de três oitavas, e sua música inclui vários estilos de gêneros musicais como o R&B contemporâneo, pop, hip hop, soul, rock e dance. Seu álbum solo de estreia Simply Deep (2002) seguiu um som de rock adulto-alternativo, enquanto seu segundo álbum Ms. Kelly (2007) apresentou um som urbano. Em uma entrevista com The Independent, Rowland admitiu que com seus dois primeiros álbuns ela se esforçou para encontrar seu som. "Eu estava em um estágio com os dois primeiros registros onde eu estava pesquisando e eu estava como, deixe-me tentar uma abordagem de dança de rock, o rótulo [e de gestão] queria que eu experimentá-lo e eu fiz isso... E depois que veio uma aproximação mais urbana com Ms. Kelly em 2007". Seu terceiro álbum Here I Am (2011) consistiu de um PNF e um som R&B, com influências de dance; Rowland declarou que a reunião com David Guetta a tinha influenciado a gravar música dance. Durante a produção do álbum, Rowland declarou que parte da razão para o novo som em Here I Am estava querendo fazer algo diferente, dizendo: "Eu sabia que não podia ter medo dessa direção, e eu não ia deixar os pensamentos e as opiniões de outros me fazem temer ir nessa direção". Here I Am incluiu temas comuns de feminilidade, intimidade sexual e amor.
A maior parte das letras de Simply Deep (2002) falam de amor e experiências de vida, especialmente nas canções "Dilemma", em que Rowland expressa seu amor sem fim a seu interesse amoroso, e "Stole", em que ela canta sobre um "conto emocional de tiroteios e suicídios na escola". Em Ms. Kelly (2007), Rowland aborda temas como seus "problemas de relacionamento profundamente pessoais" em suas canções, "Still In Love With My Ex", "Flashback", "Love", "Better Without You" e "Gotsta Go (Part I) ". Alex Macpherson de The Guardian observou que as músicas poderiam ser sobre o relacionamento anterior de Rowland com o jogador de futebol americano Roy Williams.

### Influências
Rowland citou Whitney Houston e Janet Jackson como suas maiores influências musicais. Ela afirmou que Houston "foi a mulher que me inspirou a cantar". Rowland também é inspirado por Sade Adu e diz que "ela tem um estilo que é totalmente seu próprio". Suas outras inspirações incluem Destiny's Child, Martin Luther King, Jr., Mariah Carey, Mary J. Blige, Naomi Campbell e Oprah Winfrey, que ela descreve como "a versão feminina de Deus ". Rowland discutiu como viver em Miami influenciou seu estilo, crescimento e música. De uma perspectiva da forma, os créditos de Rowland sua avó, Halle Berry, Jennifer Lopez e Oprah Winfrey como seus ícones do estilo. Rowland citou Whitney Houston, sua amiga Beyoncé e Brandy Norwood como inspirações vocais para seu segundo álbum solo, Ms. Kelly, "Eu amo como eles são diferentes. Eu amo como eles se levam para o próximo nível." Seu terceiro álbum solo, Here I Am, foi inspirado por Donna Summer e Diana Ross, bem como pelos produtores David Guetta e will.i.am. O quarto álbum solo de Rowland, Talk a Good Game, foi inspirado por Houston, Marvin Gaye e Stevie Wonder.

### Imagem pública
Rowland afirmou que havia um tempo em sua vida em que ela lutava por ser de pele escura. Em outubro de 2007, Rowland passou por cirurgia plástica para receber implantes mamários. Ela declarou: "Eu simplesmente passei de uma taça A para uma taça B" e que "a decisão foi tomada 10 anos antes". Em 2012, Rowland classificou-se no número 61 na lista da revista Complex de "The 100 Hottest Female Singers of All Time" ("As 100 Cantoras Mais Sensuais de Sempre") e foi reconhecida como uma das mulheres mais bem vestidas pela revista Glamour UK. Em abril de 2013, Rowland ficou em sétimo lugar na lista de pessoas mais bonitas do mundo.

## Discografia

### Álbuns de Estúdio
- 2002: Simply Deep
- 2007: Ms. Kelly
- 2011: Here I Am
- 2013: Talk a Good Game

### Álbuns de compilação
- 2010: Work: The Best of Kelly Rowland
- 2011: Playlist: The Very Best of Kelly Rowland

### Álbuns de Box Set
- 2010: Simply Deep/Ms. Kelly Deluxe

### Extended plays digitais
- 2008: Ms. Kelly Diva Deluxe
- 2008: Ms. Kelly Digital Ep

### DVDs
- 2007: BET Presents Kelly Rowland
- 2011: Sexy Abs with Kelly Rowland

## Turnês
- 2003: Simply Deeper Tour
- 2007: Ms. Kelly Tour
- 2010: Supafest Tour 2010
- 2011: F.A.M.E Tour
- 2012: Supafest Tour 2012

## Prêmios e indicações
American Music Awards
| Ano  | Prêmiação     | Prêmio                      | Resultado |
| ---- | ------------- | --------------------------- | --------- |
| 2011 | Kelly Rowland | Best R&B/Soul Female Artist | Indicado  |

ASCAP Women Behind the Music Awards
| Ano  | Prêmiação     | Prêmio                                  | Resultado |
| ---- | ------------- | --------------------------------------- | --------- |
| 2009 | Kelly Rowland | Outstanding Women in the Music Industry | Venceu    |

Billboard Music Awards
| Ano  | Prêmiação    | Prêmio       | Resultado |
| ---- | ------------ | ------------ | --------- |
| 2012 | "Motivation" | Top R&B Song | Venceu    |

Billboard R&B/Hip Hop Awards
| Ano  | Prêmiação | Prêmio                    | Resultado |
| ---- | --------- | ------------------------- | --------- |
| 2003 | "Dilemma" | Hot Rap Track of The Year | Venceu    |

Capital FM Awards
| Ano  | Prêmiação | Prêmio                                 | Resultado |
| ---- | --------- | -------------------------------------- | --------- |
| 2003 | "Dilemma" | London's Favorite International Single | Venceu    |

Cosmopolitan Ultimate Women of the Year Awards
| Ano  | Prêmiação       | Prêmio                  | Resultado |
| ---- | --------------- | ----------------------- | --------- |
| 2012 | "Kelly Rowland" | Ultimate TV Personality | Venceu    |

Danish DeeJay Awards
| Ano  | Prêmiação            | Prêmio                              | Resultado |
| ---- | -------------------- | ----------------------------------- | --------- |
| 2010 | When Love Takes Over | Best International Club-Hit         | Indicado  |
| 2010 | When Love Takes Over | Best International Deejay-Favourite | Venceu    |

Glamour Women of the Year Awards
| Ano  | Prêmiação     | Prêmio                     | Resultado |
| ---- | ------------- | -------------------------- | --------- |
| 2012 | Kelly Rowland | TV Personality of the Year | Venceu    |

Grammy Awards
| Ano  | Prêmiação              | Prêmio                                             | Resultado |
| ---- | ---------------------- | -------------------------------------------------- | --------- |
| 2000 | "Bills, Bills, Bills"  | Best R&B Performance by a Duo or Group with Vocals | Indicado  |
| 2000 | "Bills, Bills, Bills"  | Best R&B Song                                      | Indicado  |
| 2001 | "Say My Name"          | Record of the Year                                 | Indicado  |
| 2001 | "Say My Name"          | Song of the Year                                   | Indicado  |
| 2001 | "Say My Name"          | Best R&B Song                                      | Venceu    |
| 2001 | "Say My Name"          | Best R&B Performance by a Duo or Group with Vocals | Venceu    |
| 2002 | "Survivor"             | Best R&B Performance by a Duo or Group with Vocals | Venceu    |
| 2002 | Survivor               | Best R&B Álbum                                     | Indicado  |
| 2003 | "Dilemma"              | Record of the Year                                 | Indicado  |
| 2003 | "Dilemma"              | Best Rap/Sung Collaboration                        | Venceu    |
| 2005 | "Lose My Breath"       | Best R&B Performance by a Duo or Group with Vocals | Indicado  |
| 2006 | "Cater 2 U"            | Best R&B Performance by a Duo or Group with Vocals | Indicado  |
| 2006 | "Cater 2 U"            | Best R&B Song                                      | Indicado  |
| 2006 | "Soldier"              | Best Rap/Sung Collaboration                        | Indicado  |
| 2006 | Destiny Fulfilled      | Best Contemporary R&B Álbum                        | Indicado  |
| 2010 | "When Love Takes Over" | Best Dance Recording                               | Indicado  |
| 2012 | "Motivation"           | Best Rap/Sung Collaboration                        | Indicado  |

International Dance Music Awards
| Ano  | Prêmiação              | Prêmio                     | Resultado |
| ---- | ---------------------- | -------------------------- | --------- |
| 2010 | "When Love Takes Over" | Best Pop Dance Track       | Venceu    |
| 2010 | "When Love Takes Over" | Best House/Dance Track     | Indicado  |
| 2010 | "When Love Takes Over" | Best Music Video           | Indicado  |
| 2011 | "Commander"            | Best R&B/Urban Dance Track | Indicado  |

MTV Europe Music Awards
| Ano  | Prêmiação              | Prêmio    | Resultado |
| ---- | ---------------------- | --------- | --------- |
| 2009 | "When Love Takes Over" | Best Song | Indicado  |

Los Premios MTV Latinoamérica
| Ano  | Prêmiação              | Prêmio                                      | Resultado |
| ---- | ---------------------- | ------------------------------------------- | --------- |
| 2010 | "When Love Takes Over" | Best Live Performance at "Los Premios 2009" | Indicado  |

MTV Video Music Awards
| Ano  | Prêmiação | Prêmio         | Resultado |
| ---- | --------- | -------------- | --------- |
| 2002 | "Dilemma" | Best R&B Video | Indicado  |

MTV Video Music Awards Japan
| Ano  | Prêmiação              | Prêmio           | Resultado |
| ---- | ---------------------- | ---------------- | --------- |
| 2010 | "When Love Takes Over" | Best Dance Video | Indicado  |

NRJ Music Awards
| Ano  | Prêmiação              | Prêmio           | Resultado |
| ---- | ---------------------- | ---------------- | --------- |
| 2010 | "When Love Takes Over" | Song of the Year | Indicado  |

Soul Train Music Awards
| Ano  | Prêmiação     | Prêmio                 | Resultado |
| ---- | ------------- | ---------------------- | --------- |
| 2011 | "Motivation"  | Best Dance Performance | Indicado  |
| 2011 | "Motivation"  | Song of the Year       | Venceu    |
| 2011 | Kelly Rowland | Best R&B/Soul Artist   | Indicado  |

Teen Choice Awards
| Ano  | Prêmiação     | Prêmio             | Resultado |
| ---- | ------------- | ------------------ | --------- |
| 2003 | Kelly Rowland | Hip-Hop/R&B Artist | Indicado  |

TMF Awards
| Ano  | Prêmiação     | Prêmio                        | Resultado |
| ---- | ------------- | ----------------------------- | --------- |
| 2003 | Kelly Rowland | Best R&B International artist | Venceu    |
| 2003 | "Dilemma"     | Best Video international      | Venceu    |

World Music Awards
| Ano  | Prêmiação              | Prêmio              | Resultado |
| ---- | ---------------------- | ------------------- | --------- |
| 2010 | "When Love Takes Over" | World's Best Single | Indicado  |

## Filmografia

### Cinema
- Beverly Hood (1999)
- Freddy vs. Jason (2003)
- The Seat Filler (2004)
- Astérix aux Jeux olympiques (2008)
- The Goree Girls (2012)
- God Save My Shoes (2012)[102]
- Think Like a Man (2012)
- Black is King (2020)

### TV
- 1998 Smart Guy
- 2002 The Hughleys
- 2002 Taina
- 2003 American Dreams
- 2003 Eve
- 2006 Girlfriends
- 2007 Clash of the Choirs
- 2009 The Fashion Show (US)
- 2010 Brandy and Ray J: A Family Business
- 2010 The Spin Crowd
- 2010 When I Was 17
- 2010 X Factor (Germany) - Jurada convidada
- 2010 The X Factor (Australia) - Jurada convidada
- 2010 La La's Full Court Wedding
- 2010 The A-List: New York
- 2011 Kourtney and Kim Take New York
- 2011 Single Ladies
- 2011 Bag of Bones
- 2011 The X Factor (UK) - Jurada fixa
- 2011 Keeping Up with the Kardashians
- 2012 La La's Full Court Life
- 2012 Everybody Dance Now
- 2012 What Would Dylan Do
- 2013 The X-Factor (USA)